# Acrocephalus atyphus
Acrocephalus atyphus là một loài chim trong họ Acrocephalidae.